# Proformica
Proformica  (лат.) — род муравьёв из подсемейства Формицин.

## Распространение
Палеарктика: степи, полупустыни и пустыни от Испании на западе ареала до Забайкалья России и северного Китая на востоке. Европа: Болгария, Греция, Испания, Македония, Молдова, Португалия, Россия, Румыния, Турция, Украина, Франция, Югославия.

## Описание
Полиморфные муравьи бурого или чёрного цвета. Длина 2—7 мм. Усики 12-члениковые, булава отсутствует. Формула щупиков 6,4. Голова мелких рабочих вытянутая, у крупных рабочих голова широкая. Скапус усиков без отстоящих волосков; максиллярные щупики короткие, не достигают затылочного отверстия. Брюшко блестящее, стебелёк одночлениковый, петиоль с чешуйкой. Жало отсутствует. Охотятся на насекомых. Гнёзда в земле без внешних холмиков. В колониях встречаются рабочие — «медовые бочки» (плерэргаты) с сильно раздутым брюшком, весящие в 10 раз больше других.
Четыре вида служат хозяевами облигатным муравьям-рабовладельцам рода Rossomyrmex в следующих коэволюционных парах:
- Rossomyrmex proformicarum — Proformica epinotalis
- Rossomyrmex quandratinodum — Proformica sp.
- Rossomyrmex anatolicus — Proformica korbi
- Rossomyrmex minuchae — Proformica longiseta

## Систематика
Для СССР указывалось более 10 видов, в мире — около 30. Первоначально Proformica был описан русским зоологом Михаилом Дмитриевичем Рузским в качестве подрода в составе рода Formica. Род Proformica относится к трибе Formicini вместе с близкими к нему родами Alloformica, Cataglyphis, Bajcaridris, Formica, Polyergus, Protoformica и Rossomyrmex.
- Proformica alaica Kuznetsov-Ugamsky, 1926
- Proformica buddhaensis Ruzsky, 1915
- Proformica caucasea Santschi, 1925
- Proformica coriacea Kuznetsov-Ugamsky, 1927
- Proformica dolichocephala Kuznetsov-Ugamsky, 1927
- Proformica epinotalis Kuznetsov-Ugamsky, 1927
- Proformica ferreri Bondroit, 1918
- Proformica flavosetosa Viehmeyer, 1922
- Proformica jacoti Wheeler, W.M., 1923
- Proformica kaszabi Dlussky, 1969
- Proformica kobachidzei  Arnol'di, 1968
- Proformica korbi  Emery, 1909
- Proformica kosswigi  Donisthorpe, 1950
- Proformica kusnezowi  Santschi, 1928
- Proformica longiseta  Collingwood, 1978
- Proformica mongolica  Emery, 1901
- Proformica nasuta Nylander, 1856typus
- Proformica nitida Kuznetsov-Ugamsky, 1923
- Proformica oculatissima Forel, 1886
- Proformica ossetica Dubovikoff, 2005[7]
- Proformica pilosiscapa Dlussky, 1969
- Proformica seraphimi Tarbinsky, 1970
- Proformica similis Dlussky, 1969
- Proformica splendida Dlussky, 1965
- Proformica striaticeps Forel, 1911